# Estádio Tecnológico
O Estadio Tecnológico foi um estádio multi-uso localizado em Monterrey, Nuevo León, México, no campus do Instituto Tecnológico e de Estudos Superiores de Monterrey (ITESM). Sediou jogos de futebol e futebol americano durante seus 67 anos de existência, de 1950 a 2017.
No início de 2017, o estádio foi demolido. O local foi substituído pelo Estadio Borregos, inaugurado em abril de 2019. O novo estádio com capacidade para 10.000 espectadores foi projetado para receber jogos de futebol americano e de futebol.

## História
A construção de um novo estádio para sediar os jogos do time mexicano de futebol americano Borregos Salvajes começou em agosto de 1949. Uma sociedade levantou meio milhão de pesos em 17 dias para começarem as obras, com a Constructora Maiz Mier como a empreiteira geral.
O estádio foi formalmente inaugurado em 17 de julho de 1950 pelo Presidente do México Miguel Alemán Valdés. Originalmente, tinha capacidade para 20.000 espectadores. Em 1965, um arquibancada superior foi construída no lado oeste para aumentar a capacidade do estádio para 33.600; essa ampliação foi celebrada com uma partida entre o Monterrey e o FK Vojvodina, campeão iugoslavo, o qual o time da casa venceu por 2 x 1.
A "ferradura" na superior norte foi construída em 1986 para aumentar a capacidade do estádio para 38.000 lugares para sua utilização na Copa do Mundo FIFA de 1986 no México. No começo dos anos 90, camarotes foram acrescentados, o que reduziu a capacidade do estádio para os números finais.
Em 1991, a primeira pista de tartã do México foi colocada no Estádio Tecnológico. A pista azul original foi substituída por uma vermelha mais tradicional em 2002.
Durante os anos 2000, sendo o Estadio Tecnológico à época o segundo estádio mais antigo da Liga MX, atrás apenas do Estádio Azul na Cidade do México, e após o técnico Miguel Herrera o declarar "obsoleto", o Monterrey começa a explorar maneiras para a construção de um novo estádio. Administradores da FEMSA, proprietária do clube, disseram que apesar de terem trazido planos para os administradores do Instituto Tecnológico e de Estudos Superiores de Monterrey (ITESM) de incluir 8.000 assentos, diminuindo o tamanho do campo e removendo a pista de atletismo, os mesmos não foram aprovados, e então começam a planejar a criação de um novo estádio em um local conhecido como La Pastora. Além disso, a expansão proposta agravaria ainda mais os problemas de estacionamento na vizinhança, e também afetariam a vista dos camarotes do estádio.
Em fevereiro de 2014, foi anunciado que o estádio seria demolido após o seu maior inquilino, C.F. Monterrey, mudar para o Estádio BBVA Bancomer em 2015. A demolição do estádio é uma das etapas para o início de um projeto de redesenvolvimento urbano conhecido como Distrito Tec, que inclui novos prédios acadêmicos para o ITESM, um novo complexo esportivo conhecido como Centro Deportivo Borrego, e um novo estádio de futebol americano para o Borregos Salvajes. Entretanto, A demolição foi adiada para 2017. Num evento em março, a bandeira dos Borregos foi abaixada e hasteada novamente em homenagem ao novo Estádio Tecnológico, com construção planejada para o dia 6 de setembro de 2018, coincidindo com o aniversário de 75 anos do ITESM. Como parte do projeto, um gramado artificial foi estendido para sediar temporariamente os jogos dos Borregos Salvajes na temporada de 2017 de futebol universitário.
Em 29 abril de 2017, o Estadio Tecnológico abriu para o público mais uma vez para uma cerimônia de despedida, que contou com 12,000 espectadores. Também foram disputadas duas partidas de futebol feminino no dia 10 de junho, uma entre as seleções do México e da Venezuela, e um clássico amistoso entre os times femininos do Tigres e do Monterrey, que foram os últimos eventos do estádio antes da demolição começar no dia 29 de junho.

## Mandantes

### C.F. Monterrey
De 1952 a 1973 e novamente de 1980 a 2015, o Estadio Tecnológico foi a casa de um dos clubes de futebol mais importantes de Monterrey, o Club de Fútbol Monterrey (conhecido como "os Rayados"). O clube começou a mandar suas partidas em casa no Estadio Tecnólogico após a retomada de sua equipe na Segunda Divisão em 1952 — em seu primeiro jogo, os Rayados perderam de 3 x 1 para o Veracruz — e assim permaneceu até 2015, exceto por um período entre janeiro de 1973 e setembro de 1980, quando jogaram no Estádio Universitario, casa de seu rival Tigres.
Na temporada da Primeira Divisão Mexicana de 1977–78, com as preparações iniciadas no Estadio Universitário para o Campeonato da CONCACAF de 1977, tanto Tigres quanto os Rayados jogaram no Estadio Tecnológico, incluindo o primeiro Clásico Regio do estádio; seria o primeiro dos 42 encontros entre os dois clubes no local, sendo a partida final um empate em 2 x 2 em outubro de 2014.
No estádio, o Monterrey foi campeão da Primeira Divisão de 1985-86 (México 1986) e do Torneo Apertura 2010, assim como da Copa MX de 1991 e da Liga dos Campeões da CONCACAF de 2012–13.
A última partida de futebol no Estadio Tecnológico foi disputada no dia 9 de maio de 2015, um empate em 2 x 2 diante do Pumas. O clube começou a jogar no Estádio BBVA Bancomer em tempo para disputar o Torneo Apertura 2015.

### Jogos internacionais
O Estadio Tecnológico recebeu jogos internacionais em diversas ocasiões.
A Copa do Mundo FIFA Sub-20 de 1983 marcou o primeiro evento FIFA no Estadio Tecnológico. O estádio sediou cinco jogos, sendo três partidas da fase de grupos, uma de quartas-de-final e uma semifinal.
Três partidas da Copa do Mundo FIFA de 1986 foram jogadas no Estadio Tecnológico, sediando os jogos da Inglaterra contra Portugal, Marrocos e Polônia.

### Borregos Salvajes
O Estadio Tecnológico foi inicialmente construído para sediar os jogos do time de futebol americano universitário, que jogou no Estadio Tecnológico até a temporada de 2016. Durante esse tempo, os Borregos Salvajes venceram 22 títulos nacionais. Em diversas ocasiões, eles ganharam o título no Estadio Tecnológico, sendo o primeiro em 1993. O último jogo dos Borregos Salvajes no estádio se deu em 4 de novembro de 2016, quando os Borregos bateram o time representando o campus da Cidade do México do ITESM por 28–0.

## Copa do Mundo FIFA de 1986
| Data        | Horário | Equipe #1  | Placar | Equipe #2  | Grupo   | Público |
| ----------- | ------- | ---------- | ------ | ---------- | ------- | ------- |
| 3 de junho  | 16:00   | Portugal   | 1 – 0  | Inglaterra | Grupo F | 40 275  |
| 6 de junho  | 16:00   | Inglaterra | 0 – 0  | Marrocos   | Grupo F | 37 603  |
| 11 de junho | 16:00   | Inglaterra | 3 – 0  | Polónia    | Grupo F | 40 499  |
| 12 de junho | 16:00   | Argélia    | 0 – 3  | Espanha    | Grupo F | 40 340  |

## Outros eventos

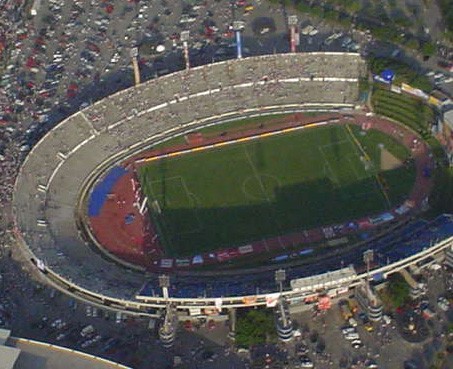
O Estadio Tecnólogico antes de um jogo dos Rayados em 2005

O Estadio Tecnológico também foi a casa do time profissional de futebol americano Fundidores de Monterrey, da Liga de Fútbol Americano Profesional, na sua temporada de 2017. O último jogo da temporada regular, disputada em 9 de abril de 2017, foi a última partida de futebol americano do recinto. Além disso, houve eventos de atletismo de pista e campo no estádio, como a Galatlética 2005, que contou com a participação de Ana Gabriela Guevara e Tonique Williams.
Diversos concertos ocorreram no Estadio Tecnológico, iniciando-se com a visita de Bon Jovi em fevereiro de 1990, com dois shows da New Jersey Syndicate Tour. Em 12 de fevereiro de 2006, a banda de rock irlandesa U2 abriu a quarta etapa da Vertigo Tour no Estadio Tecnológico, para um público de 42.000 pessoas. Em 2010, o Black Eyed Peas tocou no Estadio Tecnológico, no que seria o último show do estádio.